# Arsène Copa
Arsène Copa (Moanda, 7 de junho de 1988) é um futebolista profissional gabonense que atua como meia-atacante.

## Carreira
Arsène Copa fez parte do elenco da Seleção Gabonense de Futebol na Campeonato Africano das Nações de 2010.